# Sphaeramia orbicularis
Sphaeramia orbicularis är en tio centimeter lång slatvattenslevande fiskart som förekommer i den tropiska indo-pacifiska regionen, från Östafrika till Ryukyuöarna, Kiribati, Palau, Marianerna, Karolinerna och Nya Kaledonien. Sphaeramia orbicularis ingår i släktet Sphaeramia och familjen Apogonidae. Den beskrevs först av Cuvier 1828. Inga underarter finns listade i Catalogue of Life.

## Kännetecken
Arten är högryggad och har en gröngrå färg. Huvudet är prickigt och den första ryggfenan är svart på framkanten medan bukfenan är svart på bakkanten. Mellan den främre kanten av den första ryggfenan och anus sträcker sig ett brett, mörkt band. På den bakre delen av kroppen finns utspridda mörka prickar. Munnen är stor och den andra ryggfenan, analfenan och stjärtfenan är genomskinliga.

## Levnadssätt
Arten lever nära kuster i mindre grupper mellan mangrove, stenar, klippor och bryggor på djup upp till fem meter. Den är nattaktiv och livnär sig på zooplankton, framförallt små kräftdjur. Som alla kardinalabborrfiskar är de munruvare och de leker oftast på kvällen före ny- eller fullmåne. Hanen bär äggen i munnen och äter ingenting förrän de kläckts efter åtta dagar. Hanen blir könsmogen efter att uppnått en längd på sju centimeter och honan blir könsmogen efter att ha uppnått en längd på sex centimeter.